# Exzellenzhaus

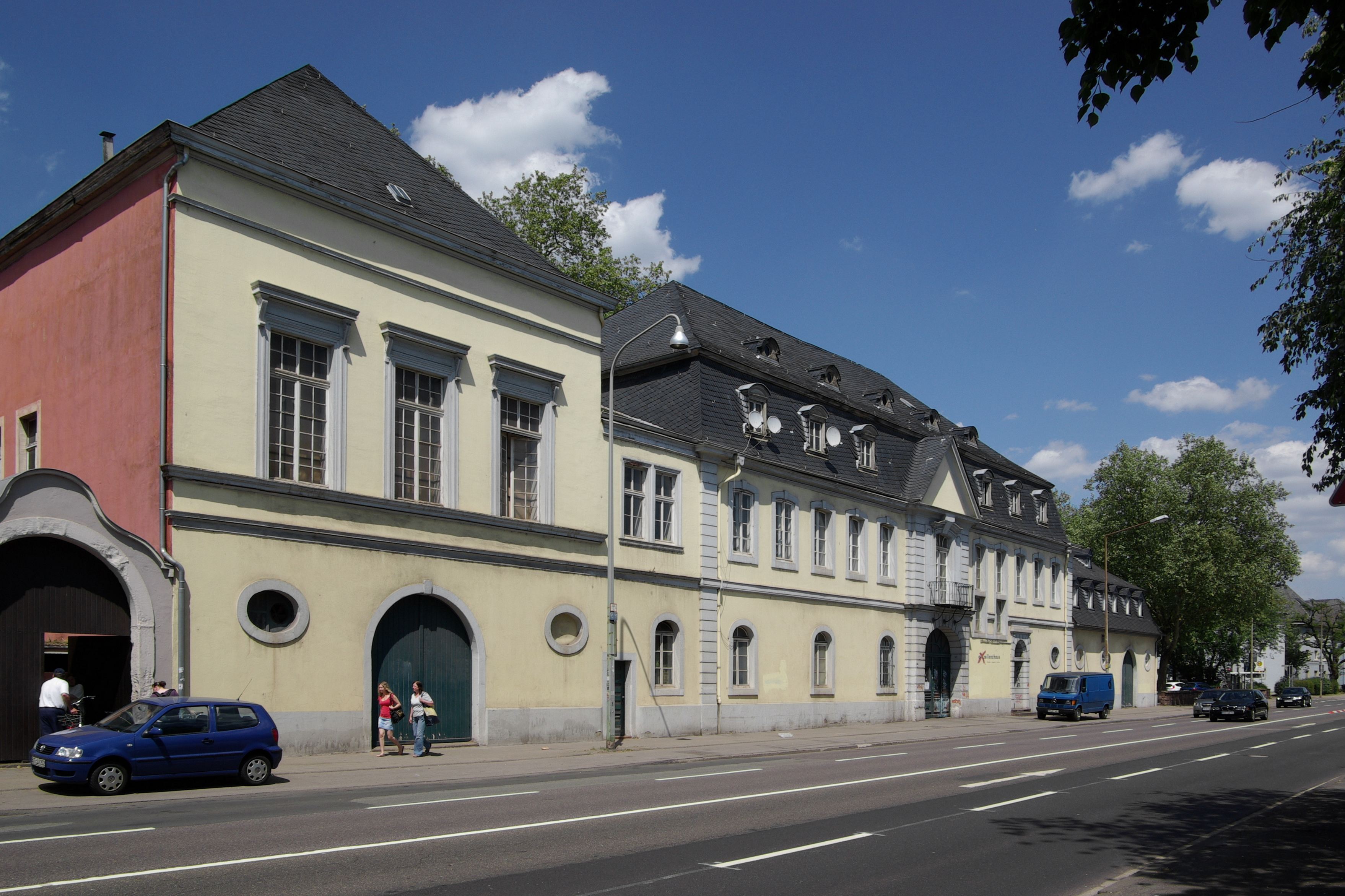
Exzellenzhaus (2010)

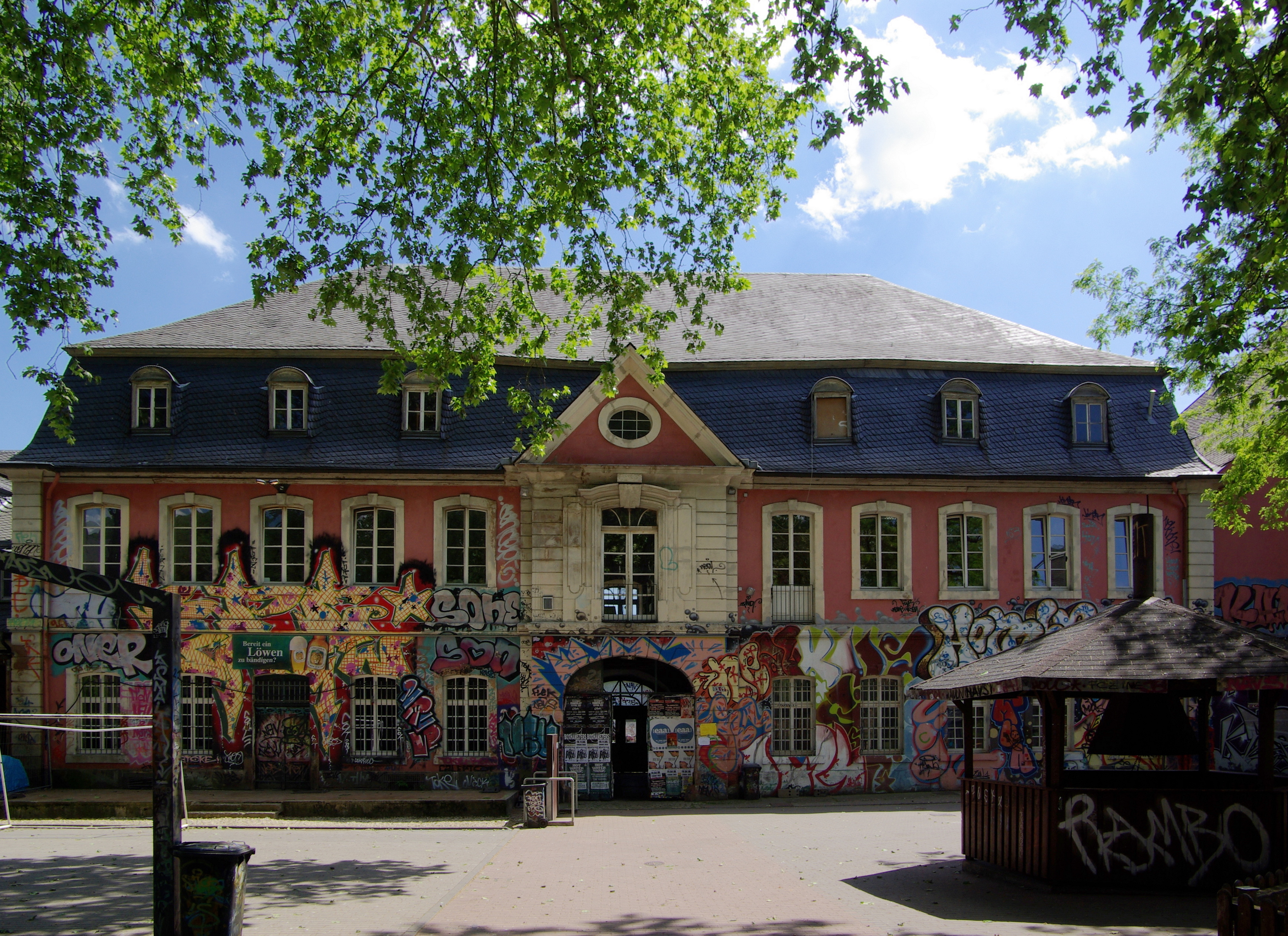
Exzellenzhaus, Innenhof (2010)

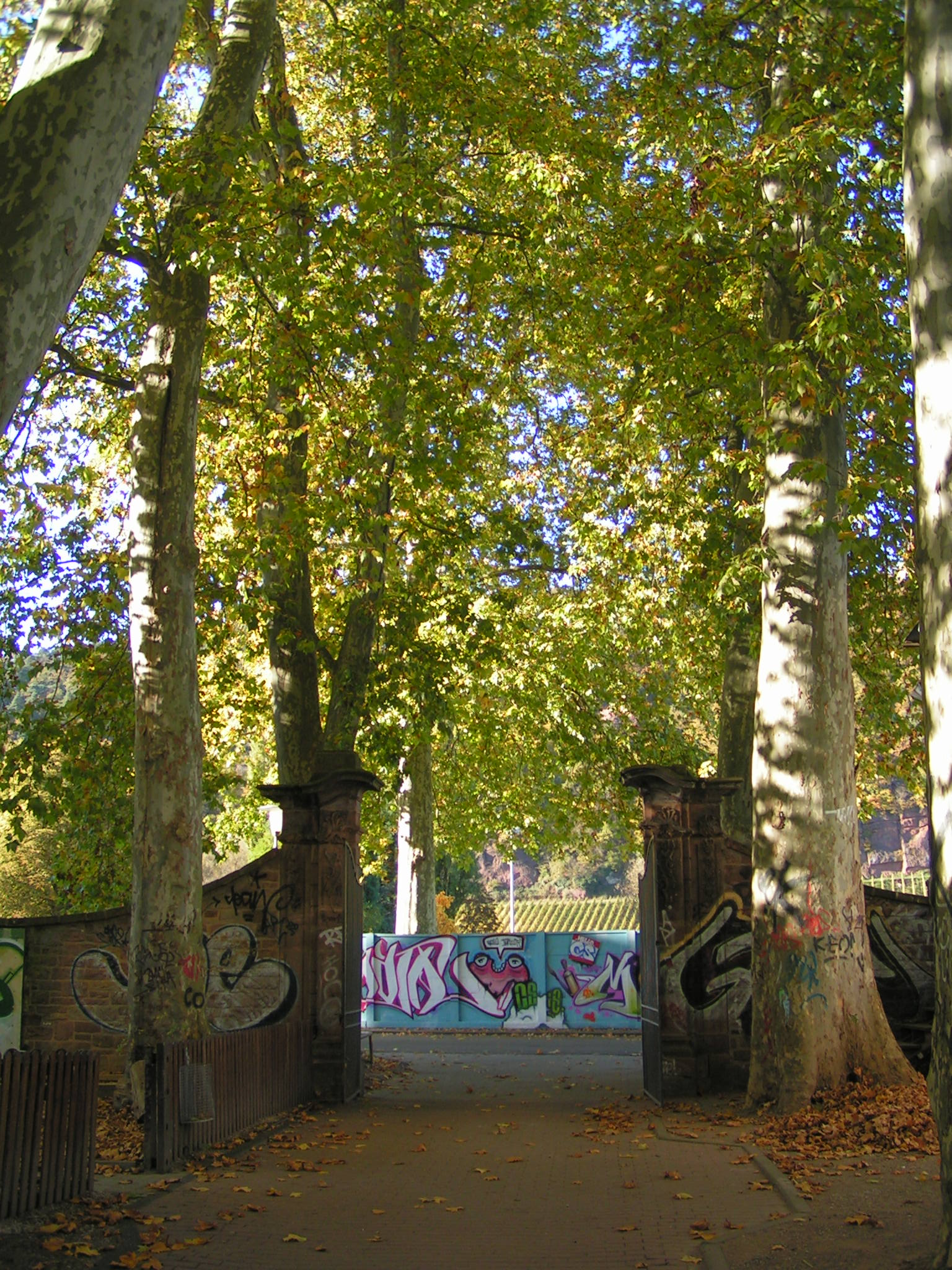
Exzellenzhaus, Innenhof (2007)

Das Exzellenzhaus (kurz: Exhaus) ist ein Gebäude im Trierer Ortsbezirk Trier-Nord.

## Geschichte bis 1972
Es gehörte ursprünglich zu dem im 7. Jahrhundert erbauten Kloster St. Marien. Die französischen Eroberung Triers 1794, zu Beginn der Revolutionskriege, brachte die Vertreibung der Mönche, die Umnutzung als Kaserne und schließlich die Säkularisation 1797. Unter Napoléon Bonaparte wurde das Kloster bis 1807 weitgehend abgerissen; Steine und Gebälk dienten neuen Gebäuden als Baumaterial. Nur der Ostflügel (Rückseite des Klosters) blieb stehen.
Seit dem Wiener Kongress 1815, als Trier an Preußen gefallen war, war das Anwesen Sitz des Trierer Divisionskommandeurs. Sofern es sich bei diesem Offizier um einen Generalleutnant oder höher handelte, stand ihm in Preußen die Anrede Exzellenz zu. Die ursprünglich wohl nur umgangssprachliche Bezeichnung „Exzellenzhaus“ fand dann irgendwann Eingang in den offiziellen Sprachgebrauch.
Nach dem Zweiten Weltkrieg wurde das Gebäude zunächst als Lagerraum genutzt und verfiel zusehends.

## Jugend- und Kulturzentrum (1972–2019)
Im März 1972 wurde es von der Stadt Trier, die Eigentümerin der Immobilie ist, zu einem Jugendzentrum umgewidmet. Dies stellte einen wichtigen Schritt in der Stadtentwicklung dar.
1980 stand das Exzellenzhaus vor dem Aus, weil der Südflügel baufällig war und geschlossen werden musste. Erst ab 1983 war eine Sanierung finanziell schrittweise möglich.
Bis zur Schließung des Exzellenzhauses Ende 2020 beherbergte es ein selbstverwaltetes Jugend- und Kulturzentrum. Die Schwerpunkte lagen zum einen in der Jugendarbeit und zum anderen in der Förderung von Jugendkultur. Das Exzellenzhaus wurde bis zu dessen Insolvenz von einem gleichnamigen Verein verwaltet, der von der Stadt finanziell unterstützt wurde. Dieser war organisiert im Dachverband Landesarbeitsgemeinschaft Soziokultur & Kulturpädagogik Rheinland-Pfalz.
Durch einen Kinderhort und verschiedene sozialpädagogisch betreute Freizeitangebote für Jugendliche erfüllte das Exzellenzhaus eine wichtige Funktion im Stadtteil Trier-Nord, einem sozialen Brennpunkt. Es stellte außerdem Bands der regionalen Musikszene Probe- und Aufführungsräume zur Verfügung.
Im Exzellenzhaus fand bis 2018 jährlich das Summerblast Festival statt, eines der bekannteren deutschen Musikfestivals aus den Bereichen Metalcore, Hardcore-Punk, Deathcore, Post-Hardcore und des Emocore.

### Einschränkung und Schließung des Exhauses
Anfang 2015 wurden Brandschutzmängel im Exhaus festgestellt und daraufhin die maximal zulässige Zahl von Veranstaltungsbesuchern eingeschränkt. Der Stadtrat beschloss im März 2016 eine Brandschutzsanierung, die ab Mai 2018 begonnen wurde. Die Brandschutzmaßnahmen sahen zum Beispiel vor, eine Außentreppe vom Balkensaal auf den Parkplatz auf der Nordseite, sowie einen Tunnel vom großen Exil bis vor das benachbarte Nordbad zu führen. Unter anderem durch die geringeren Einnahmen aus dem Veranstaltungsbereich musste der Verein 2018 Insolvenz anmelden. Der Verein initiierte kurz darauf die Spendenkampagne „Rettet das Exhaus“. 2018 konnte die Insolvenz des Betreibervereins zunächst abgewendet werden.
Im Zuge der Baumaßnahmen fiel nach einiger Zeit unter anderem auf, dass die Holzbalkendecke im Mittelflügel des Gebäudes von Hausschwamm betroffen ist. Daraufhin wurde dieser Flügel im Spätsommer 2018 geschlossen. Anfang Februar 2019 wurde bekannt, dass tragende Bauteile im Gebäude marode sind, woraufhin das Gebäude von der Stadt Trier als Besitzerin unmittelbar geräumt und gesperrt wurde. Der Hort war bereits zuvor in die Ambrosius-Grundschule umgesiedelt worden, das Fanprojekt des Fußballvereins Eintracht Trier und die Büroräume der Mitarbeiter wurden in die ehemalige Geschwister-Scholl-Hauptschule ausgelagert.

## Diskussion zur Wiederbelebung des Exhauses und der Jugend- und Kulturarbeit (seit 2019)
Im April 2019 bekannt und im August 2019 offiziell vom Stadtrat beschlossen wurde, dass der Exzellenzhaus e. V. in zwei Gebäude der ehemaligen Deutschordenskommende am Schießgraben unweit der Trierer Berufsschule angesiedelt werden sollte, bis das Exzellenzhaus nach einer Generalsanierung wieder genutzt werden könne. Mit einem Einzug in die ebenfalls zu sanierenden Gebäude am Schießgraben rechnete man bei gutem Verlauf zunächst im Sommer 2020. 2020 wurde dann prognostiziert, dass die Räumlichkeiten erst ab 2022 genutzt werden könnten. Im Juni 2020 präsentierten der Verein und die Stadt Trier ein gemeinsam ausgearbeitetes Konzept für die Nutzung der Räumlichkeiten des Exzellenzhauses nach dessen Sanierung, für die zu diesem Zeitpunkt gerade die Kosten kalkuliert wurden.
Am 21. September 2020 wurde bekannt gegeben, dass der Verein Exzellenzhaus e. V. wegen Insolvenz zum Jahreswechsel komplett aufgelöst wird. Die Bereiche Hort, Fanprojekt, der Musikproberaum Bunker in der Karl-Grün-Straße und der Bereich Streetwork Blue in Trier-Ehrang/Quint wurden dabei von anderen Trägern der freien Jugendhilfe übernommen, die Bereiche Umsonstladen und der Kulturbereich wurden ersatzlos beendet. Zum Erhalt der kompletten Arbeit in einer Trägerstruktur gründete sich das Aktionsbündnis eXhaus bleibt!, das mehrere Demonstrationen zu diesem Zweck am Trierer Rathaus mit jeweils 200 bis 300 Teilnehmenden organisierte. Am 6. Oktober 2020 beschloss der Trierer Stadtrat mit den Stimmen der Fraktionen von Bündnis 90/Die Grünen, CDU und Die Linke, dass in Sachen Jugend- und Kulturarbeit „die Entwicklung hin zu einer neuen Trägerstruktur“ seitens der Stadtverwaltung unterstützt werden müsse. Die verschiedenen Felder, auf denen der insolvente Verein Exzellenzhaus e. V. bislang aktiv war, müssten dabei „unter einem neuen institutionellen Dach vereint“ werden. Aus dem Aktionsbündnis heraus gründete sich im Januar 2021 der Kulturgraben e. V., der ankündigte, die Arbeit des früheren Vereins im Wesentlichen weiterführen zu wollen und hierzu der Stadt ein Konzept vorlegte. Ein Ort für die Angebote und anzustellenden Mitarbeiter stand noch nicht fest, da die Sanierung der Gebäude am Schießgraben zwischenzeitlich in der Priorität herabgestuft worden war. Der neue Verein wollte zwei Spendentöpfe mit insgesamt 50.000 Euro nutzen, die bis Ende 2020 gefüllt worden waren und bis dato treuhänderisch verwaltet wurden, ehe ein Träger im Sinne des Stadtratsbeschlusses vom Oktober 2020 die Angebote übernimmt. In den Jahren 2022 und 2023 wurden die Gelder allerdings auf die verschiedenen Träger der Angebote aufgeteilt. Der Kulturgraben e. V. hat bisher nur den Veranstaltungsbereich aus dem alten Angebotsspektrum des Exzellenzhaus e. V. übernommen.
Zur Sanierung des Exzellenzhauses und der erneuten Bewirtschaftung durch Jugend- und Jugendkulturarbeit startete das Aktionsbündnis eXhaus bleibt! am 20. August 2021 ein Bürgerbegehren. Einige lokale Prominente unterstützten offiziell das Bürgerbegehren, darunter Helmut Leiendecker, Florian Valerius, die Spieler von Eintracht Trier, Jupiter Jones, Popperklopper, Christian Baron, Frank Jöricke, Love A und Pascow. Das Aktionsbündnis reichte bis zum 17. Mai 2022 6.821 Unterschriften beim Wahlamt der Stadt Trier ein, davon 4.824 von wahlberechtigten Triererinnen und Trierern. Das Quorum von mindestens 5 % der Wahlberechtigten war damit erfüllt. Dennoch erklärte das Rechtsamt der Stadt Trier das Bürgerbegehren aus verschiedenen inhaltlichen Gründen einige Tage später für unzulässig. Ende September bestätigte der Stadtrat bei einigen Gegenstimmen die Einschätzung der Stadtverwaltung. Das Aktionsbündnis kritisierte zunächst die Auffassung des Rechtsamts, da in einem Gespräch zu Beginn der Kampagne keine Bedenken geäußert worden seien. Das Bündnis kündigte an, Einspruch gegen die Entscheidung zu erheben und bekräftigte nach der Ratsentscheidung noch einmal, rechtliche Schritte einleiten zu wollen.
Am 12. September 2023 kam es aufgrund der Klage des Aktionsbündnisses zu einer Anhörung vor dem Verwaltungsgericht Trier. Dieses urteilte am 9. Oktober 2023, dass das durchgeführte Bürgerbegehren unzulässig gewesen sei, da es sich auf einen Stadtratsbeschluss bezogen hätte und nicht ausreichend begründet worden wäre. Das Aktionsbündnis legte gegen diese Entscheidung Beschwerde beim Oberverwaltungsgericht Koblenz ein. Dieses lehnte am 24. Januar 2024 die Beschwerde aufgrund einer unzureichenden Begründung des Bürgerbegehrens ab.
Ende Januar 2024 bekräftigte der Trierer Stadtrat mit den Stimmen der Fraktionen von SPD, Grünen, FDP und CDU das Ansinnen, das Exhaus wegen seiner städtebaulichen Bedeutung zeitnah sanieren zu wollen. Hierzu sollen Finanzierungsmöglichkeiten mit einem externen Partner geprüft und ein Nutzungskonzept entwickelt werden, das auch soziale und gemeinwohlorientierte Zwecke beinhalte. Der Hintergrund des Antrags ist die Auffassung der genannten Parteien, dass einerseits eine alleine durch die Stadt finanzierte Sanierung nicht zu leisten sei und andererseits das Exhaus nicht verkauft werden solle. Außerdem sei der Fokus auf eine Nutzung wie vor 2019 unrealistisch. Ein abgelehnter Alternativantrag der Linken in Zusammenarbeit mit dem Aktionsbündnis eXhaus bleibt! sah hingegen vor, die Nutzung für die Jugend- und Jugendkulturarbeit zwingend zu berücksichtigen.
Am 26. Februar 2024 reichte das Aktionsbündnis eXhaus bleibt! nach der Entscheidung des Oberverwaltungsgerichts eine Verfassungsbeschwerde vor dem Verfassungsgerichtshof Rheinland-Pfalz ein. Am 15. April gab das Aktionsbündnis bekannt, dass auch diese Klage gescheitert ist. Das Aktionsbündnis stellte in der Pressemitteilung grundsätzlich in Frage, ob Bürgerbegehren in Rheinland-Pfalz überhaupt möglich wären, wenn eine Kommune dagegen agiert.

„Nicht wir sind gescheitert, die Bürgerbeteiligung, die Demokratie in Rheinland-Pfalz ist gescheitert.“

Das Aktionsbündnis eXhaus bleibt! kündigte weitere Aktionen, wie z. B. eine Nachttanzdemo, an.
Im Frühjahr 2024 produzierte die Punkbank Dorfterror aus Oberbillig einen Soli-Sampler zugunsten des Aktionsbündnis eXhaus bleibt! als Vinyl und CD. Darauf enthalten sind Künstler mit Bezug zum Exhaus, u. a. Popperklopper, Slime, ZSK, Pascow, Freidenkeralarm, Dorfterror und weitere. Die Einnahmen wurden an das Aktionsbündnis gespendet.